# اعسار
اِعسار در حقوق مدنی ایران به وضعیت فرد غیر تاجری گفته می‌شود که به دلیل عدم دسترسی به مال خود یا کافی نبودن دارایی، قدرت پرداخت دیون (بدهی‌ها) یا هزینه دادرسی خود را نداشته باشد. اعسار معادل کلمه فقهی افلاس است. اعسار بدهکار معمولاً با اعتراف تمامی یا برخی طلب‌کاران به اعسار وی و نیز شهادت دو مرد عادل ثابت می‌شود.بر خلاف ورشکستگی تجاری، مُعسر محجور محسوب نمی‌شود و می‌تواند در اموال خود تصرف کند.
ادعای اعسار صرفاً از سوی اشخاص حقیقی غیر تاجر قابل طرح بوده و تجار و اشخاص حقوقی باید دعوای ورشکستگی مطرح نمایند چرا که ادعای اعسار آنها پذیرفته نخواهد شد.

## چگونگی اثبات اعسار
آنطور که از قانون جدید نحوه محکومیت های مالی سال ۹۴، به ویژه ماده ۷ آن مستفاد می شود، بر خلاف قانون قبلی، اصل بر معسر و تنگدستی مدعی اعسار ( مدیون) می باشد و خوانده دعوا میبایست دارا بودن مدیون را اثبات کند مگر آن که وضع مالی گذشته مدیون، حاکی از دارا بودن مدیون باشد و یا ثابت شود او در گذشته به هر نحوی مالی به دست آورده است.
مطابق ماده ۸ قانون نحوه اجرای محکومیت های مالی سال ۹۴، شخص مدعی اعسار( مدیون ) باید صورت کلیه اموال خود شامل تعداد یا مقدار و قیمت کلیه اموال منقول و غیر منقول رابه طور دقیق از جمله میزان وجوه نقدی که وی به هر عنوان نزد بانک ها و یا موسسات مالی و اعتباری ایرانی و خارجی دارد، به همراه مشخصات دقیق حساب های مذکور و هچنین کلیه اموالی که او به هر نحو نزد اشخاص ثالث دارد و کلیه مطالبات او از اشخاص ثالث و نیز فهرست نقل و انتقالات و هر نوع تغییر دیگر در اموال مذکور از زمان یکسال قبل از طرح دعوای اعسار به بعد را ضمیمه دادخواست اعسار خود کند.